# Boekverluchting in de stad Utrecht

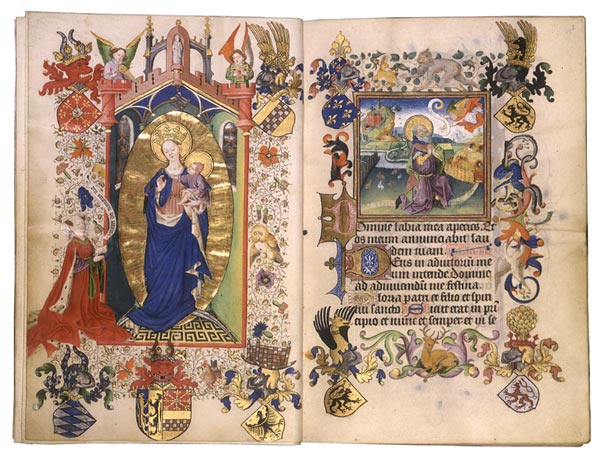
Meester van Katharina van Kleef, Getijdenboek van Katharina van Kleef (ca. 1440)

De boekverluchting in de stad Utrecht vond vermoedelijk vanaf de late 11e eeuw plaats en bereikte haar hoogtepunt tussen omstreeks 1400 en 1475. Utrecht vormde in deze periode van boekverluchting in de Noordelijke Nederlanden het culturele centrum en was tevens de grootste stad. Meerdere verluchters werden er werkzaam.
Een vroege kunstenaar bij naam bekend is Michiel van der Borch die rond 1332 werkzaam was. In de 15e eeuw werd Utrecht een voornaam centrum in de boekverluchting. Ongeveer tien verluchters brachten die eeuw buitengewoon werk voort. Het merendeel van die kunstenaars is anoniem gebleven. Vandaag de dag worden typische anonieme kunstenaars met een noodnaam aangeduid. Achter de noodnaam kan een karakteristieke stijl van een groep verluchters in een atelier schuilgaan of ook een stijl die navolgers had. In de jaren 1470 kwam de boekverluchting in Utrecht vrij snel tot een eind. 
Veel werken van de verluchters bestonden uit (historie)bijbels en getijdenboeken. Werken konden onder meer voorzien zijn van miniaturen met gehistorieerde initialen en margedecoraties inclusief drôleries. Utrechtse draakjes waren een toepassing die uitsluitend in de Utrechtse boekverluchting terug te vinden zijn. Deze werden in initialen over langere tijd toegepast door diverse verluchters. 

## Verluchters
Tot de verluchters worden gerekend (tussen haakjes tijdsindicatie waarin de kunstenaar (vermoedelijk) te Utrecht actief was en eventueel een bekend werk uit diens Utrechtse oeuvre):
- Michiel van der Borch (ca. 1332, Rijmbijbel van Jacob van Maerlant)
- Meester van de Morgan Kindheidscyclus? (ca. 1415)
- Meester van Otto van Moerdrecht (ca. 1425)
- Meester van Zweder van Culemborg (ca. 1435)
- Meester van Katharina van Kleef (ca. 1440, Getijdenboek van Katharina van Kleef)
- Willem Vrelant (ca. 1450)
- Meester van Gijsbrecht van Brederode (ca. 1460)
- Meester van Yolande van Lalaing (ca. 1460)
- Antonnis Rogiersz. Uten Broec, voorheen Meester van de Bostonse Stad Gods (ca. 1465)
- Meester van de Vederwolken (ca. 1465)
- Meester van Evert Zoudenbalch (ca. 1465)
- Meester van de Inzameling van het Manna (ca. 1465?)

## Afbeeldingen

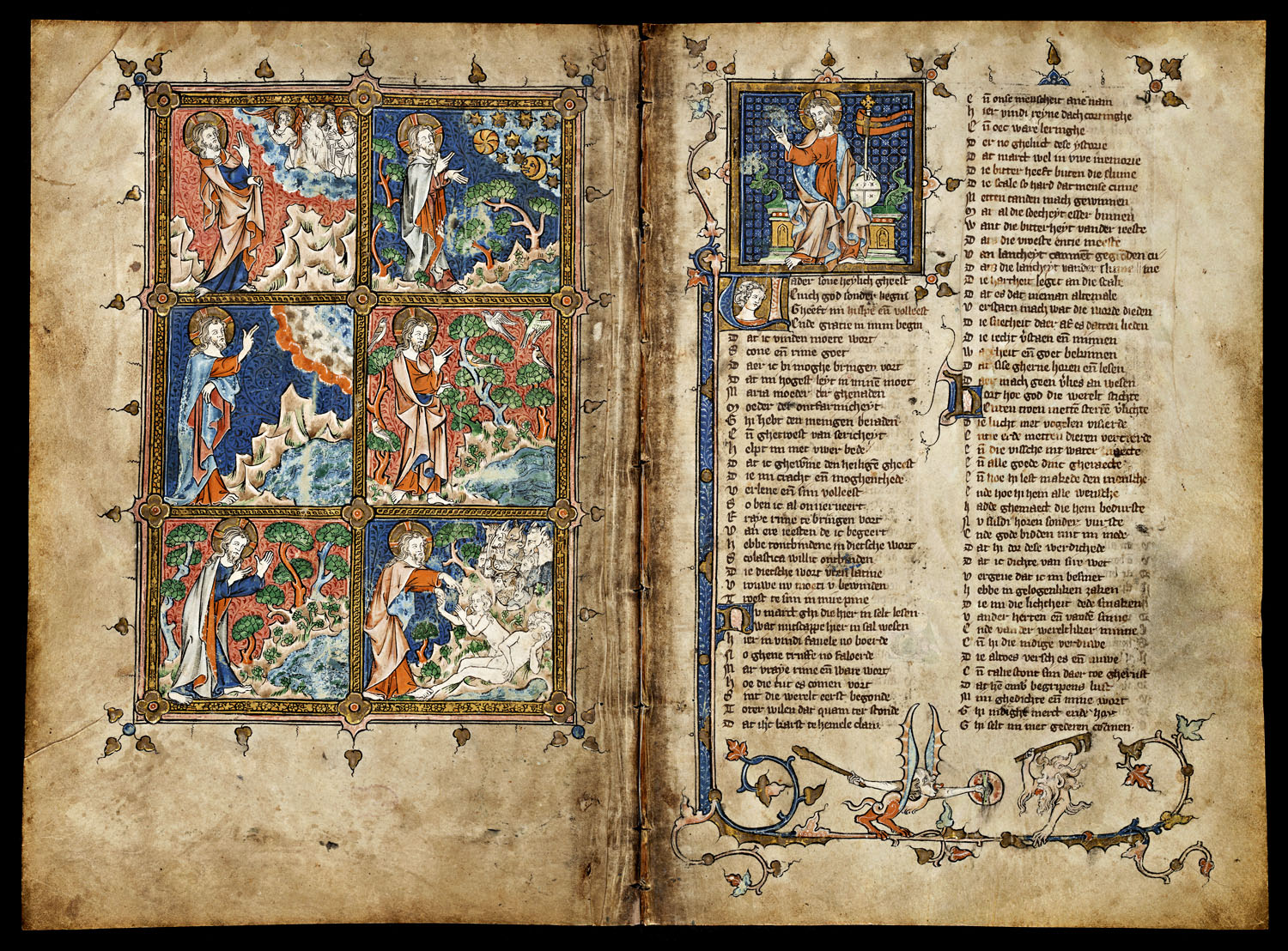
Michiel van der Borch, Rijmbijbel van Jacob van Maerlant  (ca. 1332)
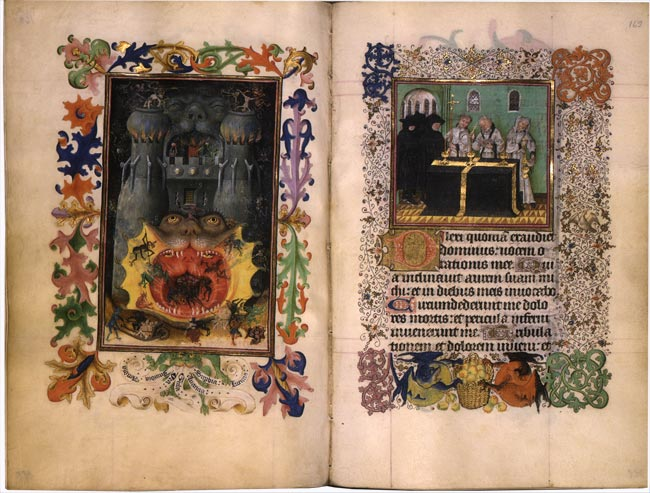
Meester van Katharina van Kleef, Getijdenboek van Katharina van Kleef (ca. 1440)
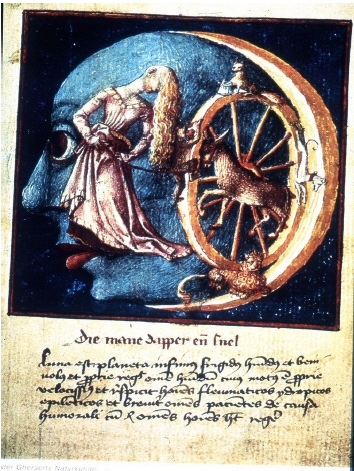
Meester van Evert Zoudenbalch, Natuurkunde van het Geheelal (ca. 1468)
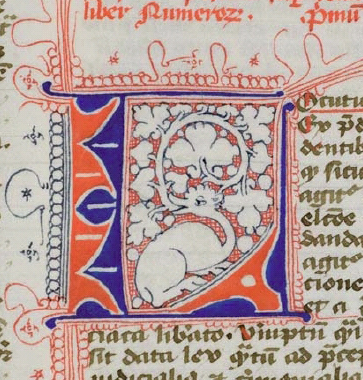
Utrechts draakje (ca. 1425)
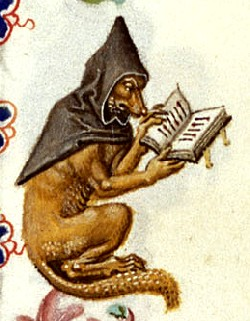
drôlerie